# Steven van de Velde
Steven van de Velde (L'Aia, 8 agosto 1994) è un giocatore di beach volley olandese.

## Biografia
È stato condannato in via definitiva nel Regno Unito a 4 anni di carcere con sentenza inappellabile per stupro di minore nel marzo 2016: due anni prima nel 2014, quando aveva 19 anni, ha adescato su Facebook e poi violentato una bambina britannica di 12 anni  dopo averle somministrato dell'alcol.
In base a un trattato bilaterale tra i Paesi Bassi e il Regno Unito, van de Velde è stato estradato nei Paesi Bassi per scontare la pena, che è stata poi riparametrata e adeguata secondo la legge olandese, con l'accusa di stupro è stata rimodulata in ontucht (ovvero "atti sessuali che violano le norme socio-etiche"). Dopo aver scontato 13 mesi della sua condanna originale di quattro anni, è stato rilasciato e rimesso in regime di semilibertà.
Van de Velde è tornato alle competizioni internazionali nel 2018. Si è poi qualificato per le Olimpiadi estive del 2024, con il Comitato olimpico olandese che ha fortemente sostenuto la sua candidatura. Nell'estate 2024 ha partecipato in coppia con Matthew Immers alle Olimpiadi di Parigi del 2024.